# Maria Vierdag
Maria "Rie" Vierdag , född 22 september 1905 i Amersfoort, död 17 juli 2005 i Amsterdam, var en nederländsk simmare.
Vierdag blev olympisk silvermedaljör på 4 x 100 meter frisim vid sommarspelen 1932 i Los Angeles.